# Hypnodendron menziesii
Hypnodendron menziesii là một loài Rêu trong họ Hypnodendraceae. Loài này được (Hook.) Paris mô tả khoa học đầu tiên năm 1895.